# Francisco do Rego Barros, conde da Boa Vista
Francisco do Rego Barros, primeiro e único barão com grandeza, visconde com grandeza e Conde da Boa Vista ComC (Cabo de Santo Agostinho, 4 de fevereiro de 1802 – Recife, 4 de outubro de 1870) foi um militar e político brasileiro.
É membro da destacada família Rego Barros.

## Biografia
Nascido no Engenho Trapiche, na freguesia de Cabo de Santo Agostinho, filho de Francisco do Rego Barros, coronel de milícias, e de Mariana Francisca de Paula Cavalcanti de Albuquerque. Eram seus irmãos, entre outros, o Barão de Ipojuca e o conselheiro Sebastião do Rego Barros. 
Estudou com professores particulares no engenho onde nasceu e desde muito cedo interessou-se pela carreira militar, alistando-se, em 1817, com apenas quinze anos de idade, no Regimento de Artilharia do Recife.
Em 1821, já como cadete do exército do mesmo batalhão, participou do movimento conhecido como a Revolução de Goiana, encerrada com a Convenção do Beberibe, em outubro do mesmo ano. Preso e enviado para a fortaleza de São João da Barra, em Lisboa, Portugal, foi mantido até 1823. Posto em liberdade, viajou para Paris, bacharelando-se em Matemática pela Universidade de Paris. De volta a Pernambuco, dedicou-se à política e, com apenas 35 anos de idade, foi designado presidente da província de Pernambuco, ficando no cargo de 1837 a 1844, quando determinou ao engenheiro Firmino Herculano de Morais Âncora que construísse o atual Palácio das Princesas para se tornar a sede do governo provincial, talvez o seu maior projeto.
Nesse período, decidido a modernizar e higienizar a capital pernambucana, operou transformações materiais e culturais importantes para a província. A vida da cidade ganhou em animação e teve um progresso até então nunca vistos. Francisco do Rego Barros mandou buscar engenheiros franceses de renome, incentivou as artes e as ciências, levando o Recife ao conceito das grandes cidades modernas da época. Foram construídas estradas ligando a capital às áreas produtoras de açúcar do interior; a ponte pênsil de Caxangá, sobre o Rio Capibaribe; o Teatro de Santa Isabel; o edifício da Penitenciária Nova, depois chamada de Casa de Detenção do Recife, onde funciona hoje a Casa da Cultura; o Cemitério de Santo Amaro; o edifício da Alfândega; canais; estradas urbanas; um sistema de abastecimento de água potável para o Recife; reconstrução das pontes Santa Isabel, Maurício de Nassau e Boa Vista. Retornou ao Recife no início de 1870, onde morreu no dia 4 de outubro, na sua residência, situada no número 405 da rua da Aurora.
Mandou construir aterros para a expansão da cidade, sendo o mais importante deles o da Boa Vista, que partia da Rua da Aurora rumo à Várzea, chamada de Rua Formosa, continuada pelo Caminho Novo, que a partir de 1870 recebeu o nome de Avenida Conde da Boa Vista.

## Casamento de descendência
Casou-se, em 10 de fevereiro de 1833, na capela do Engenho Trapiche, com sua sobrinha Maria Ana (ou Mariana) Francisca de Paula Cavalcante de Albuquerque (Jaboatão, 1816 - Recife, 25 de fevereiro de 1891), filha de sua irmã de mesmo nome e de Afonso de Albuquerque Maranhão, senador do Império. Tiveram Seis filhos;
- Anna do Rego Barros[2]
- Maria Anna da Conceição do Rego Barros [Condecinha], nasceu no Recife. Casou-se no Recife com seu primo Joaquim Carneiro Lins de Albuquerque[3]
- Francisco do Rego Barros, nasceu em 1832 no Recife, faleceu também no Recife. Casou-se em primeiras núpcias, no Recife, com sua prima Francisca Cavalcanti de Albuquerque, com descendência[4]
- Afonso do Rego Barros, nasceu em 1835 no Recife, faleceu em 08-12-1902 na Casa de Saúde Dr. Eiras, no Rio de Janeiro, sepultado no cemitério de São João Batista. Administrador dos Correios no Recife[5]
- José Joaquim do Rego Barros, nasceu em 1849 no Recife. Major fiscal da Casa de Campo das Princesas, da Câmara Municipal do Recife. Casou-se em 1874, no Recife, com Carlota Coelho, com Descendência[6]
- Henrique do Rego Barros, nasceu no Recife, faleceu em 23-07-1885 também no Recife. Advogado formado no Recife em 1861. Procurador do Estado. Fiscal da Tesouraria da Fazenda de Pernambuco. Cavaleiro da Ordem da Rosa.[7]

## Títulos e Honrarias
Por decreto de 18 de junho de 1841 foi agraciado com o título de barão, recebendo o título de barão com grandeza por decreto de 2 de dezembro de 1854. Promovido a visconde, com grandeza, em 12 de dezembro de 1858 e elevado a conde da Boa Vista, em 28 de agosto de 1860.
Era, ainda, Fidalgo Cavaleiro da Casa Imperial, dignitário da Imperial Ordem do Cruzeiro, cavaleiro da Imperial Ordem da Rosa e da Imperial Ordem de São Bento de Avis e comendador da Ordem Militar de Cristo, além de ter sido ainda deputado geral, senador do Império do Brasil (de 1850 a 1870) e designado presidente da província do Rio Grande do Sul (de 1865 a 1867), acumulando as funções de Comandante das Armas, estando aquela província já envolvida na Guerra do Paraguai.

### Honrarias
Brasão de Armas: Escudo partido de sinople e de góles; no primeiro as armas dos Regos, que são: uma banda de prata ondeada de azul e sobre ela três vieiras de ouro; no segundo as armas dos Barros: de vermelho com três bandas de prata e no campo nove estrelas de ouro, 1, 3, 3 e 2: campanha de ouro com uma cana de açúcar e um ramo de cafeeiro ao natural, póstes em sautor, este em barra e aquela em banda (Brasão passado em 30 de agosto de 1870. Reg. no Cartório da Nobreza, Liv. VI, fl. 110).
CRIAÇÃO DOS TÍTULOS: Barão com grandeza por decreto de 2 de dezembro de 1854. Visconde com grandeza por decreto de 12 de Dezembro de 1858. Conde por decreto de 29 de agosto de 1860.